# Grafiosi
La grafiosi dell'olmo è una malattia provocata da un fungo ascomicete che colpisce tale albero.
L'agente causale è il fungo Ophiostoma ulmi, la cui diffusione è facilitata da un coleottero del genere Scolytus o del genere Pteleobius che compie parte del proprio ciclo vitale nella corteccia degli olmi, oltre che da anastomosi radicale di piante vicine. Il fungo blocca i vasi che conducono la linfa alle foglie, inibendo il trasporto dell'acqua e provocando l'ingiallimento delle foglie con successiva morte di parti di rami, branche o dell'intera pianta.
La malattia, che può avere decorso cronico o acuto, è originaria dell'Asia e colpisce tutte le specie di olmi, ma non tutte con la stessa gravità. Le specie asiatiche di olmi, convivendo da sempre con questa malattia, hanno sviluppato un certo grado di resistenza.
Intorno al 1920, il fungo raggiunse l'Europa e fu descritto per la prima volta nei Paesi Bassi, ragion per cui la malattia fu detta anche Dutch elm disease (malattia olandese dell'olmo). Dall'Europa, la grafiosi raggiunse la costa atlantica del Nordamerica, espandendosi verso ovest piuttosto lentamente (nel 1960 giunse a Chicago).
In Italia il primo caso di grafiosi dell'olmo risale al 1930.
Intorno al 1967, l'Europa fu raggiunta da un ceppo molto più virulento della stessa malattia, il cui agente casuale è il fungo Ophiostoma novo-ulmi, ed in una ventina d'anni morirono milioni di olmi - in particolare moltissimi tra gli esemplari di grande mole. In Italia l'area interessata comprende tutta la Penisola e le isole con perdite vicine al 100% degli olmi adulti. 
Tuttavia le specie di olmo in natura non sono minacciate di estinzione poiché le piantine fino a 2–3 m di altezza sono indenni dalla malattia. La grafiosi ha condannato l'olmo a passare da grande albero a piccolo arbusto.
La ricerca scientifica ha permesso di selezionare una nuova varietà del genere che — grazie anche alla clonazione — mostra una spiccata resistenza all'agente micotico.

## Sintomi
Tra i segnali di grafiosi dell'olmo rientrano:
- defoliazione precoce in tarda primavera;
- disseccamento totale o parziale della chioma;
- ripiegamento ad uncino dei rami giovani;
- imbrunimento totale o parziale delle circonferenze di rami e tronco.